# Apocrifo biblico

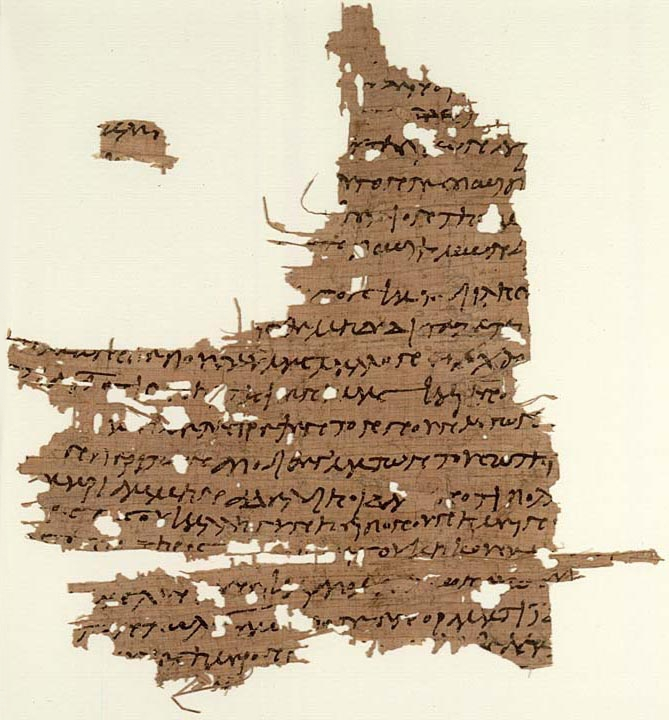
Un frammento del Vangelo di Maria, un vangelo gnostico scritto in lingua copta verso la metà del II secolo a partire da un proto-testo greco.

Il termine apocrifo, dal greco ἀπόκρυφος, derivato di ἀποκρύπτω «nascondere», indica «ciò che è tenuto nascosto», «ciò che è tenuto lontano (dall’uso)».
In origine, il termine “apocrifo” è stato coniato dalle comunità che si servivano di tali testi, poiché erano libri che, in opposizione a quelli comuni, pubblici e manifesti, venivano esclusi dalla pubblica lettura liturgica, in quanto ritenuti portatori di tradizioni errate o contrastanti con quelle condivise e accettate. Nell’uso corrente, la parola è riferita comunemente alla tradizione giudaico-cristiana, all’interno della quale è stata coniata; in essa il termine “apocrifo” assume il significato di testo non incluso nell’elenco dei libri sacri della Bibbia ritenuti ispirati e pertanto non usati a livello dottrinale e liturgico.
Visto che le differenti confessioni religiose hanno adottato diversi canoni dei libri della Bibbia, la qualifica di apocrifo varia a seconda della confessione di riferimento.
In ambito protestante, “apocrifi” indica anche i libri presenti nel canone dell'Antico Testamento cristiano ma non in quello ebraico, che nella tradizione cattolica sono indicati come deuterocanonici.
Al di fuori dell’ambito religioso, il termine “apocrifo” assume il significato di documento “non autentico”, “non genuino”, che non è dell’autore o dell'epoca che gli sono attribuiti.

## Tipologia
Complessivamente i testi apocrifi della tradizione giudeo-cristiana rappresentano un numero abbastanza elevato. Sono notevolmente variegati quanto a:
- data e luogo di composizione;
- lingua di composizione;
- autore: molti dei testi apocrifi sono pseudoepigrafi (= in greco “dal titolo falso”), cioè si presentano tramite un artificio letterario come opera di un autore illustre e autorevole (solitamente dell’Antico o del Nuovo Testamento), nel tentativo di guadagnare una autorità che altrimenti il testo non avrebbe. Anche alcuni libri canonici del Nuovo Testamento sono oggi considerati dai biblisti pseudoepigrafi come la seconda lettera di Pietro, scritta dopo la sua morte, quindi falsamente attestata
- tradizione religiosa di riferimento: ebraica, cristiana, eretica (soprattutto ambienti gnostici);
- genere letterario: narrazione storica, lettera, atti (narrazione storica relativa specificamente ad alcuni protagonisti), vangelo (riferito a Gesù), apocalisse (racconto allegorico descrivente il futuro e/o viaggi celesti);
- fortuna e uso nella tradizione religiosa: la maggior parte degli apocrifi non sono stati considerati in alcun modo dagli autori successivi, altri (per esempio i vangeli apocrifi dell’infanzia) hanno goduto di una certa fortuna almeno a livello artistico, altri ancora hanno goduto di notevole considerazione presso gli autori successivi al punto da non essere identificati con la dicitura ‘apocrifi’ (p.es. la cosiddetta letteratura sub-apostolica nella tradizione cattolica);
- disponibilità testuale: 
  - di alcuni ci sono pervenuti i manoscritti completi; in tal senso è stata preziosa la scoperta avvenuta nel 1945 presso Nag Hammadi di una giara contenente 13 manoscritti databili tra il III-IV secolo di opere gnostiche fino ad allora considerate perdute;
  - di altri solo testimonianze frammentarie e indirette ad opera degli scrittori del tempo, soprattutto padri della Chiesa (sec. II-VI), che hanno citato nei loro manoscritti alcuni passi per poterne confutare le affermazioni e quindi delegittimarli rispetto ai testi canonici;
  - di altri ancora si conosce poco più che il nome del testo.

## Apocrifi dell’Antico Testamento

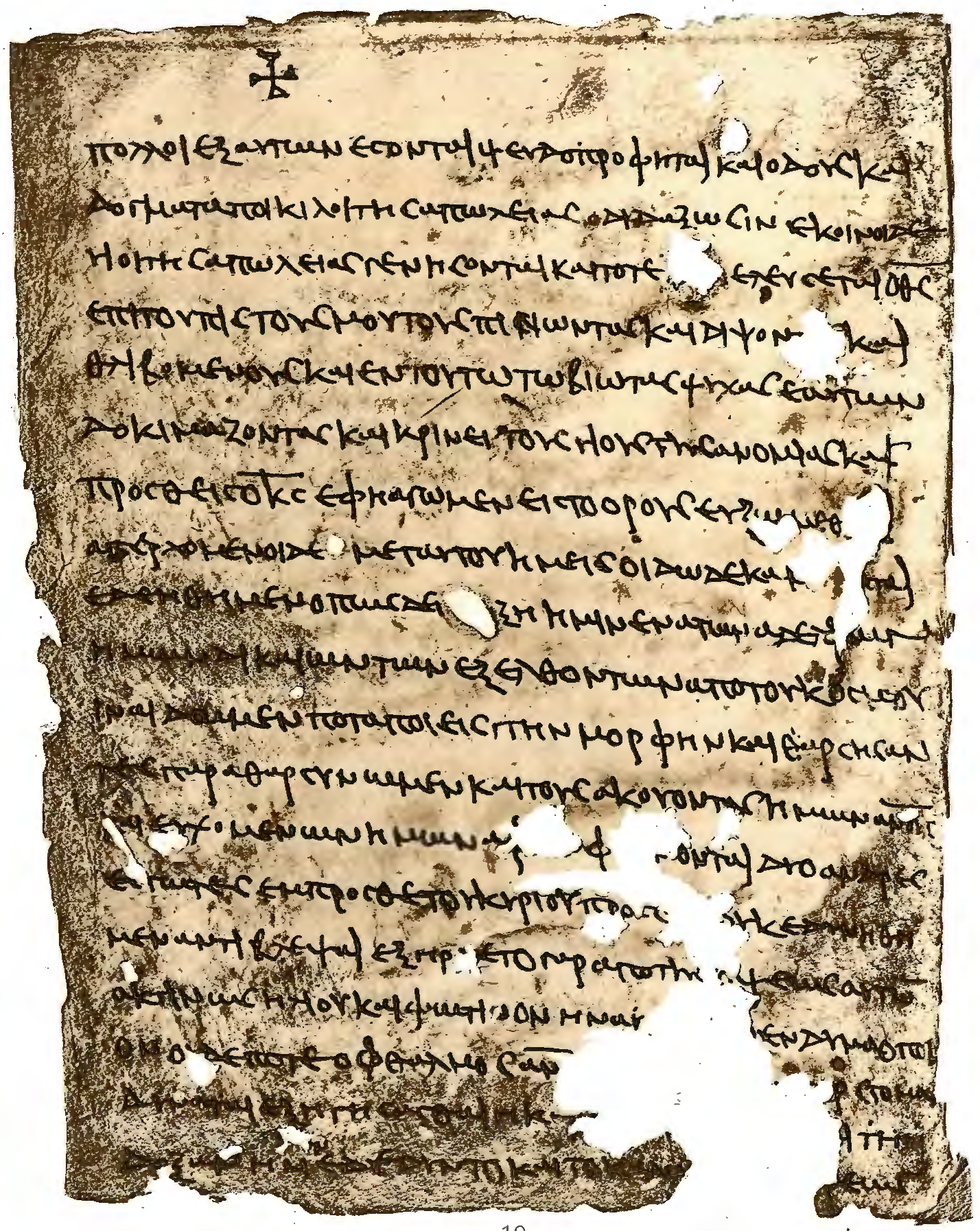
Un frammento del papiro dellApocalisse di Pietro

Sono numerosi i testi religiosi apocrifi che si riferiscono come contenuto o attribuzione pseudoepigrafa all’Antico Testamento. Per indicarli è ampiamente diffusa anche la dicitura “Apocrifi giudaici”, ma tale terminologia è impropria: non tutti sono nati in ambiente giudaico, ma molti di essi derivano da autori cristiani o ci sono comunque pervenuti con pesanti rielaborazioni e/o aggiunte cristiane.
Quanto al genere letterario, gli apocrifi dell’Antico Testamento appartengono a varie tipologie. Particolarmente numerose sono le apocalissi e i testamenti.

### Apocalissi apocrife dell’Antico Testamento
La parola “apocalisse” è una translitterazione del greco ἀπōκάλυψις, che indica letteralmente ‘l’alzarsi di un velo’, e in senso figurato ‘svelamento’ o ‘rivelazione’ di cose nascoste. Alcuni testi apocalittici fanno parte della Bibbia: il libro di Daniele e l’Apocalisse di Giovanni (accolta solo nel canone cristiano). Alcuni elementi accomunano tutti i testi della letteratura apocalittica:
- la rivelazione narrata dall’autore si fonda su una visione, un sogno o un viaggio corporeo attraverso i cieli e/o gli inferi;
- l’autore è guidato nella visione o nel viaggio da un angelo e incontra altri angeli, diavoli, anime di defunti;
- l’autore apprende i progetti divini sulla storia circa il futuro prossimo o remoto, talvolta parlando direttamente con Dio, più spesso attraverso visioni allegoriche;
- tali progetti prevedono il trionfo ultimo della giustizia, spesso in contrasto col difficile contesto storico nel quale si trova l’autore pseudoepigrafo e i lettori: le cose ora vanno male ma non temete, Dio ristabilirà la pace.

Queste le apocalissi apocrife dell’Antico Testamento:
- Apocalisse di Abramo
- Apocalisse di Adamo
- Apocalisse di Baruc o 2 Baruc o Apocalisse siriaca di Baruc
- Apocalisse greca di Baruc o 3 Baruc
- Apocalisse di Daniele o Apocalisse persiana di Daniele
- Apocalisse di Elia (copta) o 1 Elia
- Apocalisse di Elia (ebraica) o 2 Elia o Libro di Elia
- Apocalisse di Esdra o 4 Esdra
- Apocalisse di Sedrach
- Apocalisse di Mosè
- Apocalisse di Sofonia

### Testamenti apocrifi dell’Antico Testamento

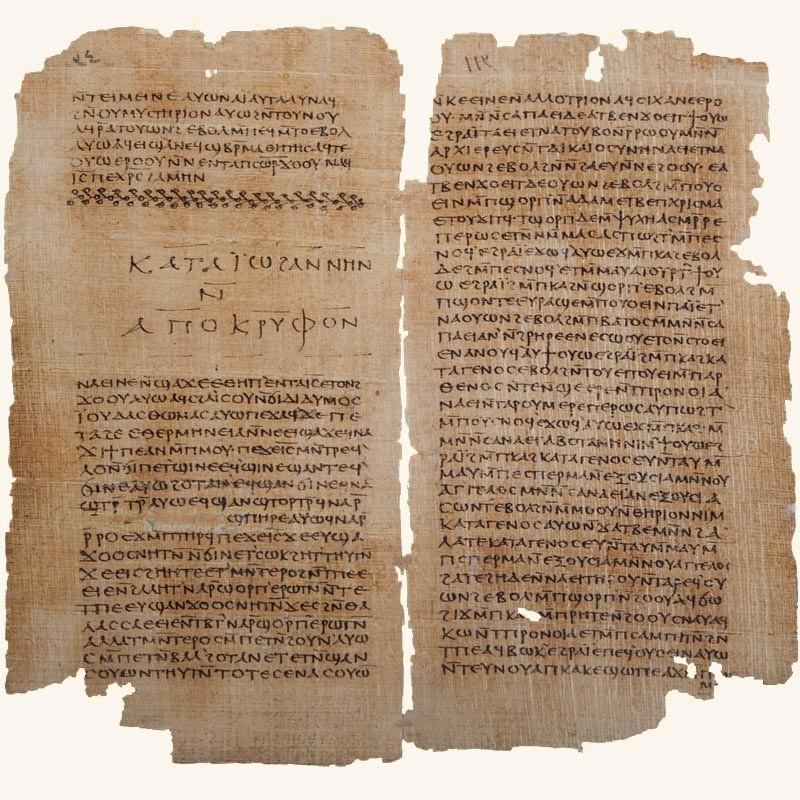
Un papiro dellApocrifo di Giovanni

Il genere letterario del testamento, similmente all'uso corrente del termine, è caratterizzato dalla enunciazione da parte di un personaggio morente delle sue ultime volontà. Spesso si tratta di esortazioni morali.
Questi i testamenti apocrifi dell'Antico Testamento:
- Testamento di Abramo
- Testamento di Adamo o Libro di Adamo
- Testamento dei Dodici Patriarchi
- Testamento di Isacco
- Testamento di Giacobbe
- Testamento di Giobbe
- Testamento di Mosè o Assunzione di Mosè
- Testamento di Salomone

### Altri testi apocrifi dell’Antico Testamento
Oltre alle apocalissi e ai testamenti sono presenti tra gli apocrifi dell’Antico Testamento numerosi altri scritti, con un genere letterario variegato: si tratta per lo più di narrazioni storiche (leggendarie) relative a personaggi dell'Antico Testamento, ma anche di esortazioni e di visioni. Spesso i racconti si tingono di colorità apocalittiche, trattando accadimenti passati o futuri relativi a uomini, angeli o demòni.
Altri apocrifi dell’Antico Testamento:
- Ascensione di Isaia
- 4 Baruc o Omissioni di Geremia
- Domande di Esdra
- 1 Enoch o Libro di Enoch o Enoch etiope
- 2 Enoch o Enoch slavo o Apocalisse di Enoch o Segreti di Enoch
- 3 Enoch o Apocalisse ebraica di Enoch
- Libro dei Giubilei o Piccola Genesi
- Libro di Iannes e Iambres
- Libro di Giuseppe e Aseneth o Matrimonio di Aseneth
- Libro di Noè
- 5 Maccabei
- Odi di Salomone
- Oracoli sibillini
- Preghiera di Giuseppe
- Storia di Ahikar
- Storia dei Recabiti
- Vita di Adamo ed Eva
- Visione di Esdra
- Vite dei profeti

### Apocrifi dell’Antico Testamento accolti nella Settanta

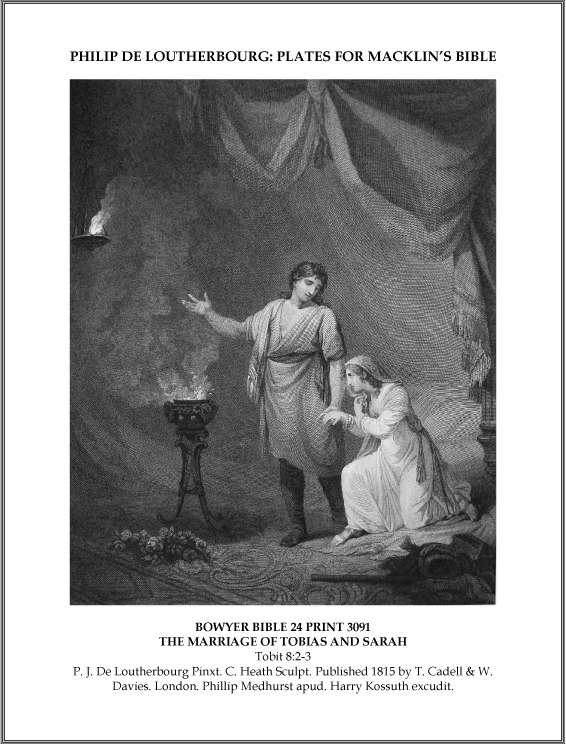
Un'illustrazione ottocentesca del matrimonio di Sara e Tobia, storia tratta da uno dei codici apocrifi della categoria dei libri "Deuterocanonici"

Oltre a questi testi ve ne sono altri parimenti di origine giudaica e non accolti nel canone ebraico ma accolti in quello greco-ortodosso (cioè presenti nella versione biblica greca della Settanta):
- Esdra greco o 1 Esdra (protestanti) o 3 Esdra (cattolici)
- Odi
- Preghiera di Manasse
- Terzo libro dei Maccabei
- Quarto libro dei Maccabei
- Salmo 151
- Salmi 152-155
- Salmi di Salomone

## Deuterocanonici
Alcuni testi di origine giudaica non accolti nel canone ebraico sono detti dai cattolici deuterocanonici = ‘del secondo canone’ (contrapposti al ‘primo canone’ ebraico), in quanto inclusi oltre che nella Settanta anche nel canone cattolico della Bibbia latina detta Vulgata. Dalla tradizione protestante sono considerati alla stregua degli altri apocrifi e indicati con la stessa dicitura.
- Giuditta
- Tobia
- Primo libro dei Maccabei
- Secondo libro dei Maccabei
- Sapienza di Salomone o semplicemente Sapienza
- Siracide o Sapienza di Siracide o Ecclesiastico
- Baruc o Baruch (traslitterazione anglosassone)
- Lettera di Geremia
- Preghiera di Azaria e Cantico dei tre giovani nella fornace
- Storia di Susanna
- Bel e il Drago
- Ester (versione greca)

## Apocrifi del Nuovo Testamento
I tre criteri usati dalla Chiesa cristiana antica per considerare un testo canonico nell’ambito del Nuovo Testamento sono stati:
- Paternità apostolica: attribuibile all’insegnamento o alla diretta scrittura degli apostoli o dei loro più stretti compagni;
- Uso liturgico: testi letti pubblicamente nei riti liturgici delle prime comunità cristiane;
- Ortodossia: testi che rispettino le verità dogmatiche di fede.

Gli Apocrifi del Nuovo Testamento sono solitamente divisi in base a contenuto, genere e ambiente d'origine nelle seguenti categorie:

### Vangeli apocrifi
In base a contenuto, genere e ambiente d’origine i vangeli apocrifi sono solitamente divisi in varie tipologie:

#### Vangeli dell’infanzia

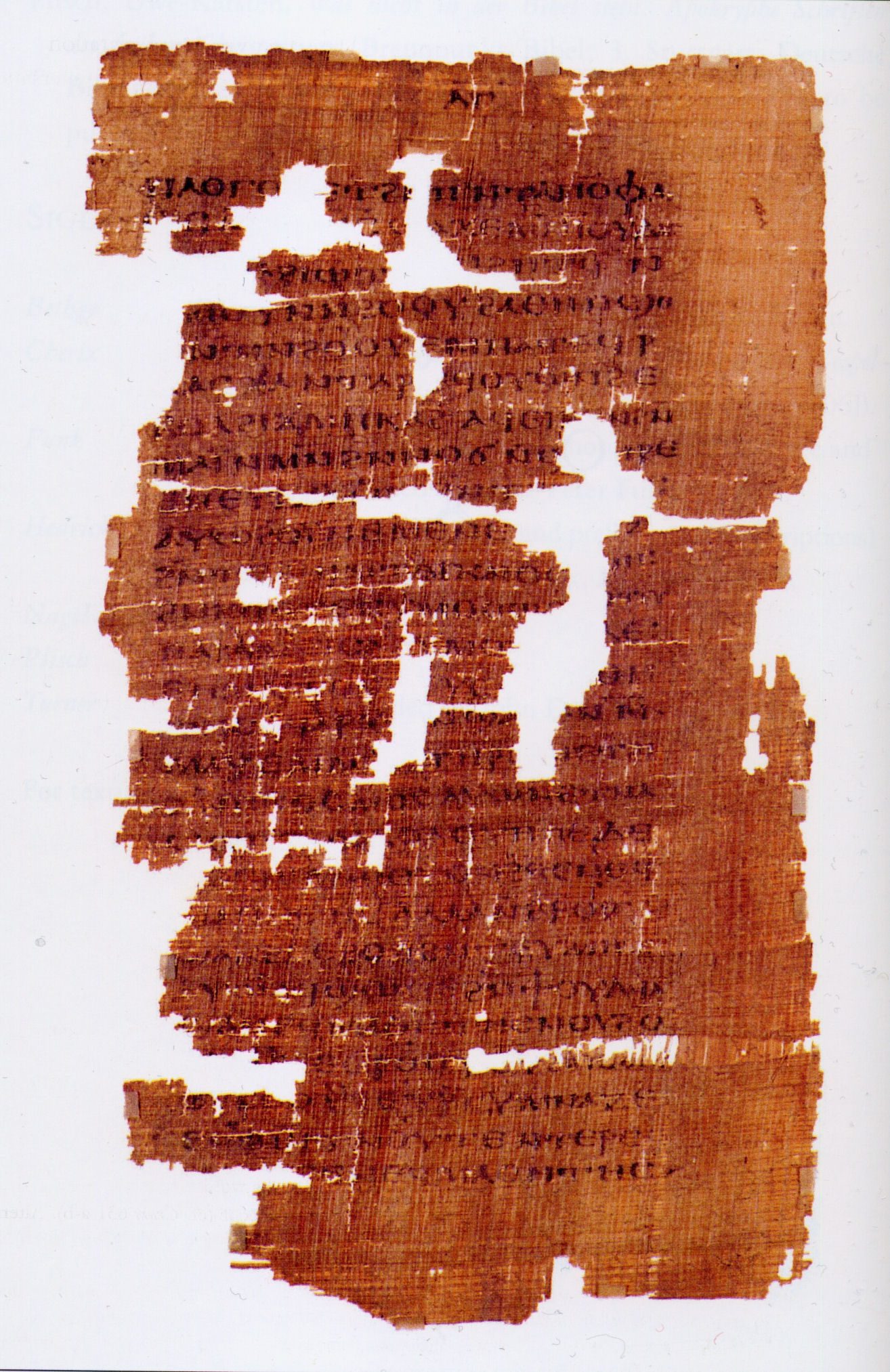
Un frammento papiraceo del Vangelo di Giuda

Illustrano i dettagli relativi alla vita pre-ministeriale di Gesù, soprattutto la sua infanzia, altrimenti ignoti in quanto taciuti dai vangeli canonici. Presentano un carattere abbondantemente e gratuitamente miracolistico che sfocia spesso nel magico-fiabesco, in netto contrasto con la sobrietà dei 4 vangeli canonici. Sono caratterizzati inoltre da una assente o imprecisa conoscenza degli usi e costumi giudaici o da altre imprecisioni di natura storica o geografica, che ne inficiano il valore storico degli eventi narrati.
- Protovangelo di Giacomo o Vangelo dell’Infanzia di Giacomo o Vangelo di Giacomo
- Codice Arundel 404
- Vangelo dell'infanzia di Tommaso o Vangelo dello pseudo-Tommaso
- Vangelo dello pseudo-Matteo o Vangelo dell’infanzia di Matteo
- Vangelo arabo dell'infanzia
- Vangelo armeno dell'infanzia
- Libro sulla natività di Maria
- Storia di Giuseppe il falegname

#### Vangeli giudeo-cristiani
I tre vangeli detti giudeo-cristiani, in uso tra i cristiani dei primi secoli rimasti legati alla tradizione religiosa giudaica, sono andati perduti. Ci è giunta traccia di essi solo attraverso testimonianze indirette e occasionali fornite da alcuni Padri della Chiesa. Verosimilmente si trattava di tre diciture diverse di un unico testo derivato dal Vangelo di Matteo. 
- Vangelo degli Ebioniti
- Vangelo dei Nazarei o Vangelo dei Nazareni o Vangelo dei Nazorei
- Vangelo degli Ebrei

#### Vangeli gnostici
Contengono testi relativi all’insegnamento o alla vita di Gesù. Il loro merito principale sta nella possibilità di ricostruire il pensiero delle varie correnti gnostiche che li produssero o li adottarono; non forniscono resoconti storici della vita di Gesù. La caratteristica principale di questi vangeli è la natura segreta delle rivelazioni contenute: Gesù risorto comunica particolari nozioni e informazioni in privato a un discepolo (quasi sempre apostolo) meritevole (a differenza degli altri non meritevoli).
- Apocrifo di Giovanni o Libro di Giovanni Evangelista o Libro segreto di Giovanni o Rivelazione segreta di Giovanni
- Dialogo del Salvatore o Dialogo del Redentore
- Libro segreto di Giacomo o Apocrifo di Giacomo
- Libro di Tommaso (il Contendente o l'Atleta)
- Pistis Sophia o Libro del Salvatore
- Vangelo di Apelle
- Vangelo di Bardesane
- Vangelo di Basilide
- Vangelo copto degli Egiziani o Santo libro del grande Spirito invisibile
- Vangelo greco degli Egiziani
- Vangelo di Eva
- Vangelo secondo Filippo
- Vangelo di Giuda
- Vangelo di Maria o Vangelo di Maria Maddalena
- Vangelo di Mattia o Tradizioni di Mattia
- Vangelo della Perfezione
- Vangelo dei Quattro Reami Celesti
- Vangelo del Salvatore o Vangelo di Berlino
- Sapienza di Gesù Cristo o Sofia di Gesù Cristo
- Vangelo di Tommaso, o Vangelo di Didimo Thoma o Quinto Vangelo
- Vangelo della Verità

#### Vangeli della passione
- Vangelo di Gamaliele
- Vangelo di Nicodemo
- Vangelo di Pietro

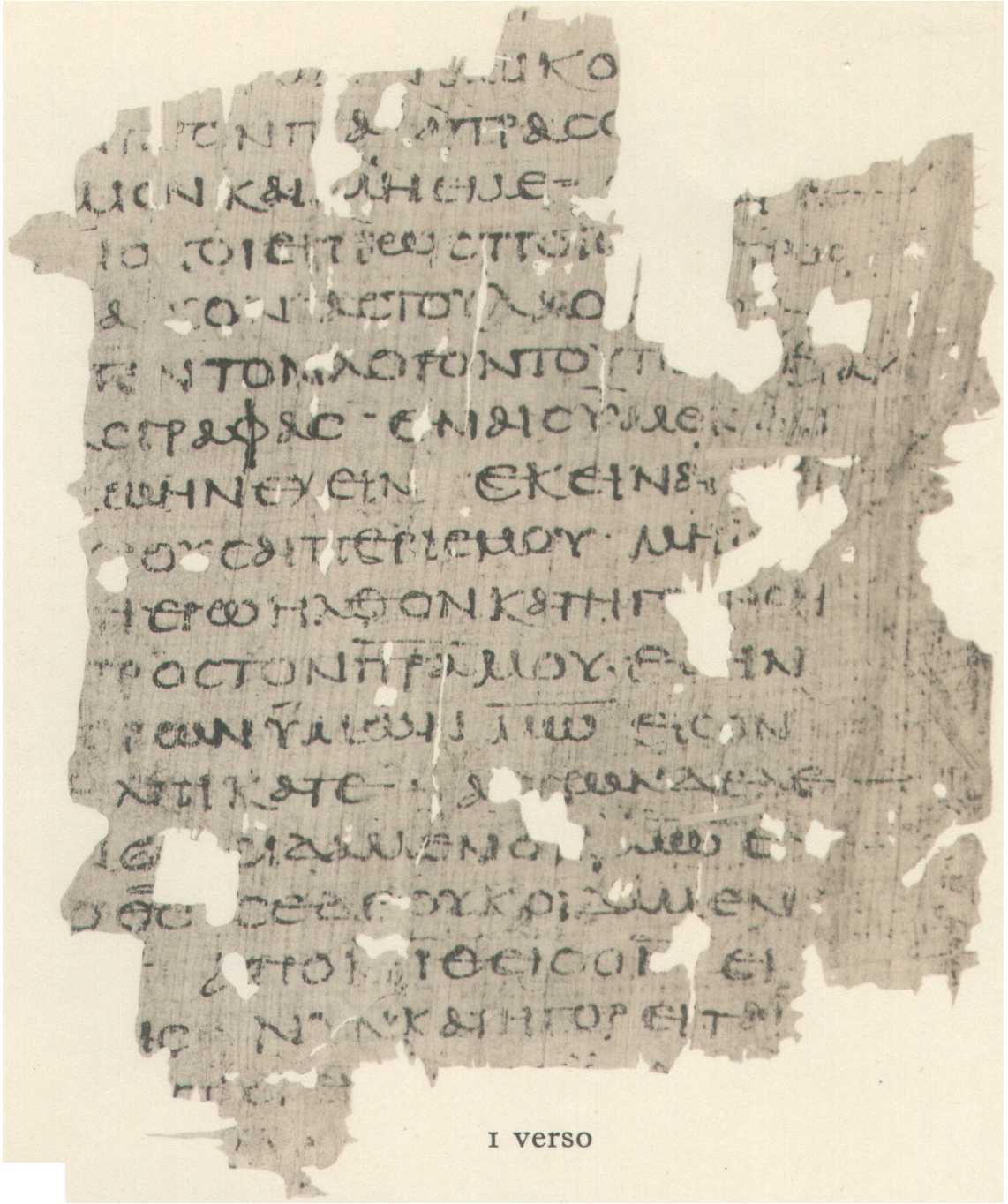
Un frammento del Vangelo Egerton

- Dichiarazione di Giuseppe di Arimatea

#### Altri vangeli apocrifi
- Interrogatio Johannis o Cena segreta o Libro di Giovanni evangelista
- Vangelo di Barnaba
- Vangelo di Bartolomeo o Questioni di Bartolomeo
- Vangelo di Taddeo

#### Frammenti di vangeli apocrifi
I ritrovamenti archeologici del XX secolo hanno portato alla luce alcuni frammenti di papiro o pergamena contenenti testi di natura evangelica non riconducibili ad alcun vangelo apocrifo o canonico. Data la brevità dei testi e la corruzione del supporto, la datazione è particolarmente difficile sia con metodi filologici che con i normali metodi di datazione archeologici (per esempio col metodo del carbonio-14). Risulta inoltre impossibile determinare se si trattasse di raccolte di materiale poi confluito nei vangeli canonici (per esempio la fonte Q), di brani di vangeli apocrifi noti ma andati perduti, o di brani di vangeli apocrifi del tutto sconosciuti.
- Papiro di Ossirinco 840
- Papiro di Ossirinco 1224
- Vangelo Egerton
- Papiro di Fayyum
- Papiro di Berlino

#### Vangeli apocrifi perduti o omonimi
Di molti vangeli apocrifi non ci sono pervenuti altro che brevi citazioni patristiche o addirittura la sola dicitura titolare. Non di rado inoltre un autore di riferisce ad un testo con una dicitura diversa da quella allora prevalente e oggi standardizzata.
- Predicazione di Pietro
- Vangelo di Andrea
- Vangelo di Cerinto
- Vangelo dei Dodici
- Vangelo di Mani
- Vangelo di Marcione
- Vangelo segreto di Marco
- Vangelo dei Settanta

### Atti apocrifi

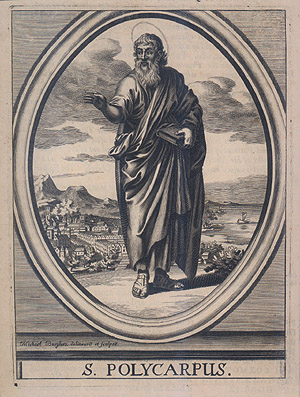
Ritratto di San Policarpo di Smirne

Il genere “Atti” si applica ai testi relativi a personaggi del Nuovo Testamento che non siano Gesù (per tali testi si usa la dicitura “Vangeli"”. Gli Atti degli Apostoli, testo canonico cioè incluso nella Bibbia cristiana, si riferisce principalmente agli apostoli Pietro e Paolo. Anche la maggior parte degli atti apocrifi si riferisce ad apostoli, col pio intento di fornire ai credenti resoconti sulla loro predicazione e morte, dati altrimenti ignoti per il silenzio dei testi canonici del Nuovo Testamento.
Dato l’avanzato periodo di composizione e lo stile spesso eccessivamente favolistico i vari atti apocrifi non possono essere considerati fedeli resoconti storici, sebbene non si possa escludere una ripresa di precedenti tradizioni orali.
- Atti di Andrea
- Atti di Andrea e Mattia
- Capitolo 29 degli Atti degli Apostoli
- Atti di Barnaba
- Atti di Bartolomeo o Martirio di Bartolomeo
- Atti di Santippe e Polissena
- Atti di Filippo
- Atti di Giovanni
- Atti di Marco
- Atti di Matteo
- Atti di Paolo
- Atti di Paolo e Tecla
- Atti di Pietro
- Atto di Pietro
- Atti di Pietro e Andrea
- Atti di Pietro e dei dodici
- Atti di Pietro e Paolo
- Atti di Pilato
- Atti di Simone e Giuda
- Atti di Taddeo
- Atti di Timoteo
- Atti di Tito
- Atti di Tommaso

### Lettere apocrife del Nuovo Testamento
- Lettera degli Apostoli
- Lettera di Barnaba
- Lettere di Ignazio
- Lettera dei Corinzi a Paolo
- Lettera ai Laodicesi
- Lettere di Paolo e Seneca
- Terza lettera di Paolo ai Corinzi
- Lettera di Pietro a Filippo

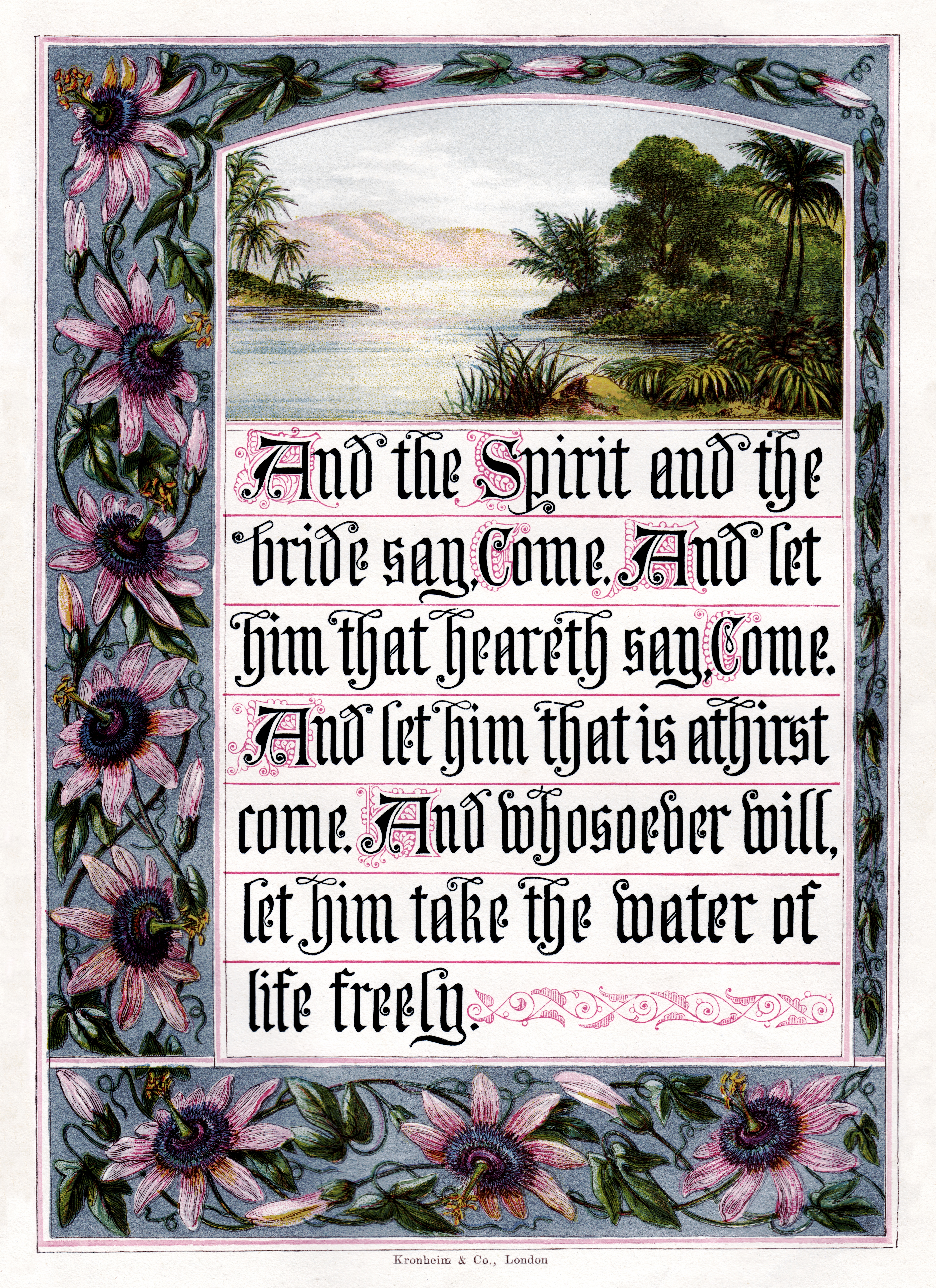
Una pagina di un'edizione del 1880 della Dottrina dei dodici apostoli

- Lettera di Pietro a Giacomo il Minore
- Lettere di Gesù Cristo e il re Abgar di Edessa
- Lettera di Publio Lentulo

### Apocalissi apocrife del Nuovo Testamento
- Prima apocalisse di Giacomo
- Seconda apocalisse di Giacomo
- Apocalisse della Vergine (etiope)
- Apocalisse della Vergine (greca)
- Apocalisse di Pietro (greca)
- Apocalisse di Pietro (copta)
- Apocalisse di Paolo (greca)
- Apocalisse di Paolo (copta)
- Apocalisse di Stefano
- Apocalisse di Tommaso

### Ciclo di Pilato

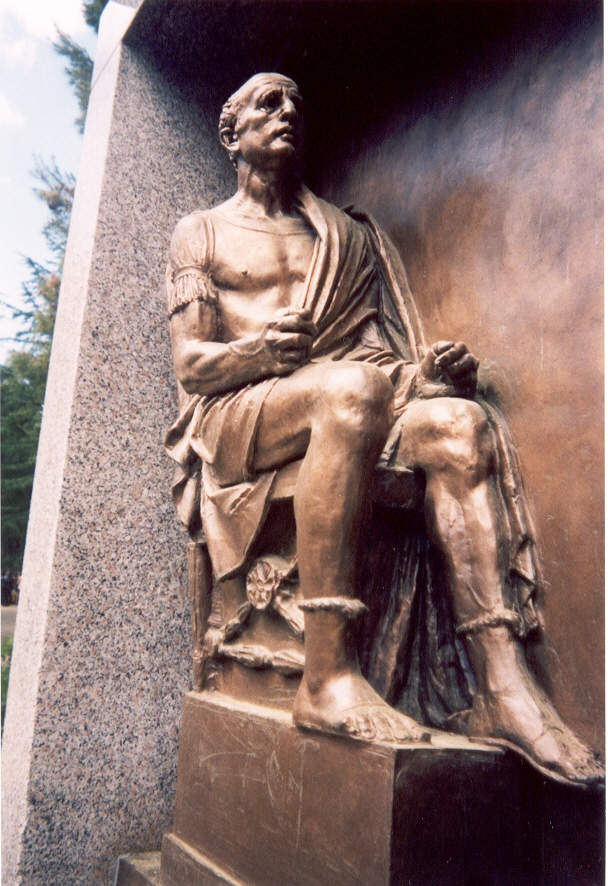
Statua di Ponzio Pilato, a San Giovanni Rotondo, sul percorso della Via Crucis monumentale, nella stazione di "Gesù davanti a Pilato".

- Sentenza di Pilato
- Anafora di Pilato
- Paradosis di Pilato
- Lettere di Pilato e Erode
- Lettere di Pilato e Tiberio
- Vendetta del Salvatore
- Morte di Pilato
- Guarigione di Tiberio

### Altri testi apocrifi del Nuovo Testamento
- Discesa all'inferno (di Gesù)
- Dottrina di Addai
- Due vie o Giudizio di Pietro
- Insegnamento di Paolo
- Insegnamento di Pietro
- Martirio di Andrea apostolo
- Martirio di Matteo
- Risurrezione di Gesù Cristo (di Bartolomeo)
- Testamento di Gesù
- Tradizione di Mattia
- Dormizione della beata Maria vergine o Transito di Maria di Giovanni il teologo
- Transito della beata Maria vergine di Giuseppe di Arimatea
- Vita di Giovanni Battista di Serapione di Alessandria

## Letteratura sub-apostolica
Alcuni testi cristiani antichi non furono inclusi nel canone biblico ma vennero di fatto equiparati ai testi canonici fino al IV secolo: vengono quindi indicati come "scritti apostolici" o "dei Padri apostolici" o letteratura subapostolica, cioè risalenti all'epoca immediatamente seguente (circa II secolo) a quella apostolica (I secolo).
- Didaché
- Prima lettera di Clemente
- Seconda lettera di Clemente
- Lettera di Ignazio agli Efesini
- Lettera di Ignazio ai Magnesi
- Lettera di Ignazio ai Tralliani
- Lettera di Ignazio ai Romani
- Lettera di Ignazio ai Filadelfesi
- Lettera di Ignazio agli Smirnesi
- Lettera di Ignazio a Policarpo
- Prima lettera di Policarpo ai Filippesi
- Seconda lettera di Policarpo ai Filippesi
- Martirio di san Policarpo
- Papia di Gerapoli (frammenti)
- Lettera di Barnaba
- Omelia dello pseudo-Clemente
- Pastore d'Erma
- Lettera a Diogneto

## Gli apocrifi nella letteratura e nell'arte

### Nella letteratura popolare
Dai vangeli apocrifi attingono a piene mani le leggende popolari sviluppatesi un po' dovunque e diffusesi oralmente per secoli. Per ognuna di esse possono esistere diverse varianti, che ne indicano l'adattamento geografico, sociale e culturale. Spesso sono evidenti i rapporti di dipendenza dagli Apocrifi, altre volte le narrazioni popolari hanno un loro carattere indipendente. A differenza dei testi scritti, le leggende, tramandate oralmente, dovevano essere facilmente memorizzabili; ecco perché esistono leggende in rima e versi. La loro caratteristica principale, che del resto li accomuna ai vangeli apocrifi, è il loro colorito spesso favolistico e la sottolineatura dei lati più umani e quotidiani dei personaggi evangelici.

### Nella storia dell'arte
Molto spesso gli artisti sono stati ispirati dai testi apocrifi e dalle vicende ivi narrate: un esempio illustre è la Cappella degli Scrovegni a Padova, dove Giotto raffigura la storia di Anna e Gioacchino, genitori di Maria, narrata nel Vangelo dello Pseudo-Matteo e nel Protovangelo di Giacomo. Gli apocrifi sono inoltre importanti per l'iconografia medievale.

### Nella letteratura moderna e contemporanea
Giacomo Leopardi nelle Operette Morali scrisse il Frammento apocrifo di Stratone di Lampsaco.
I manoscritti di Qumram e i Rotoli del Mar Morto sono alla base della trama del libro Valis di Philip K. Dick, primo romanzo della Trilogia di Valis. Ricorrono anche negli altri due romanzi della trilogia: come citazione dell'IA mondiale "Testone" in Divina invasione, e assieme ai fantomatici Manoscritti zadochiti in La trasmigrazione di Timothy Archer.

### Nella musica
Fabrizio De André trae ispirazione per l'album La buona novella dai vangeli apocrifi del nuovo testamento, in particolare dal protovangelo di Giacomo